# Vetschauer Mühlenfließ - Teiche Stradow
Vetschauer Mühlenfließ - Teiche Stradow este o arie protejată (arie specială de conservare — SAC, sit de importanță comunitară — SCI) din Germania întinsă pe o suprafață de 272,05 ha, integral pe uscat.

## Localizare
Centrul sitului Vetschauer Mühlenfließ - Teiche Stradow este situat la coordonatele 51°49′07″N 14°05′08″E / 51.8186°N 14.0856°E.

## Înființare
Situl Vetschauer Mühlenfließ - Teiche Stradow a fost declarat sit de importanță comunitară în septembrie 2000.

## Biodiversitate
Situată în ecoregiunea continentală, aria protejată conține 3 habitate naturale: Cursuri de apă de la nivel de câmpie la nivel montan, cu vegetație Ranunculion fluitantis și Callitricho-Batrachion, Liziere de ierburi înalte hidrofile de câmpie și de nivel montan până la alpin, Păduri aluvionare cu Alnus glutinosa și Fraxinus excelsior (Alno-Padion, Alnion incanae, Salicion albae).
La baza desemnării sitului se află mai multe specii protejate:
- amfibieni (1): buhai de baltă cu burta roșie (Bombina bombina)
- mamifere (1): vidră de râu (Lutra lutra)
- nevertebrate (2): rădașcă (Lucanus cervus), Unio crassus